# Oana Ionescu
Oana Ionescu (Firică) (n. 3 octombrie 1962, București, România) este o producătoare română (de origine armeană) de televiziune și consultant media/new media, specializat în showbiz și entertainment.

## Biografie
A debutat în presa scrisă în 1975, ca elevă, la un ziar din București, publicând o serie de poeme și eseuri. În perioada 1975-1981 a prezentat emisiunile de televiziune „Radar pionieresc” și „Dicționarul copiilor”, realizate de Elisabeta Mondanos, și a jucat într-o piesă de teatru pentru liceeni, regizată, în 1978, de Nae Caranfil. 
A colaborat cu regizorul Bițu Fălticineanu, concepând costumele și decorurile spectacolelor Teatrului de revistă „Constantin Tănase" din București (1980-1989).
În 1981, în urma unui interviu susținut cu Tudor Vornicu, se angajează la Televiziunea Română (TVR) ca scenograf, obținând ulterior o serie de premii naționale și internaționale acordate pentru decorurile și costumele create pentru diverse spectacole (Revelion 1984-1989), festivalurile de muzică (Mamaia 1985-1989) și emisiuni de divertisment realizate de Tudor Vornicu, Octavian Iordăchescu, Mariana Șoitu, Doina Anastasiu și Titus Munteanu, cât și pentru filmul pentru copii „Un pas pe lună, doi pași pe pământ”, semnat de Ina Sterescu (1983). Urmează, în paralel, cursurile Facultății de matematică, Universitatea București, specializarea Informatică, pe care o absolvă în 1986, cu teza „Teoria Jocurilor”. 
În 1988, ca redactor al redacției Învățământ din TVR, lansează primul learning show din România - emisiunea „Întreabă-mă” (premiată la festivalul Japan PRIZE International Contest For Educational Media, 1992) -, pentru care creează și primul caracter digital animat - „profesorul trăznit” -, cu rol de co-moderator, alături de care va prezenta peste 100 de ediții. 
În 1990, se transferă la redacția Emisiunilor pentru Copii, realizând, în calitate de autor și producător TV, primul talent-show din România - emisiunea „TIP TOP MINITOP” -concurs de muzică pentru copii, apărut initial ca spectacol cu public, difuzat lunar pe TVR 1(sept.1990-2000) și ulterior pe TVR 2 (200-2003). În fiecare ediție a concursului participau cinci copii, cu vârste cuprinse între 3 și 7 ani, care susțineau un dialog liber cu prezentatorul emisiunii, urmat de proba de interpretare muzicală, desfășurată live, cu acompaniamentul unei mici trupe muzicale. Formatele emisiunii au fost diverse: cu și fără public, jurizate de un juriu format din specialiști în domeniu, ulterior cu juriu format din toți telespectatorii care puteau vota prin telefon. Primele ediții au fost prezentate de actorul Cristian Popescu. Cei mai longevivi moderatori ai emisiunii au fost Ioan Luchian Mihalea (1991-1993), Florin Busuioc (1994-1996) și Horia Brenciu (1996-1999). 
În 1998, după susținerea unui concurs pentru posturile de conducere din TVR, derulat prin intermediul societății Coopers & Lybrand, devine Redactor Șef al Redacției emisiunilor pentru copii și Director al Departamentului Tineret-Copii. În 1999 urmează cursurile de specializare în Media Management, Academia Media, Netherlands
În 1998, concepe și lansează emisiunea „KIKI RIKI MIKI” - primul magazin pentru copii din România, prezentat și transmis în direct din studioul Moliere al Televiziunii Române, în fiecare duminică dimineață, pe TVR1, orele 9 -11 (1998-2003). Alături de pisicuța KIKI,  papagalul RIKI și cățelușul MIKI (interpretați de păpușarii Violeta Mitescu, Oana Popa și Cristian Mitescu), moderatorii emisiunii - copiii Dodo (Diana Ionescu Caliniuc), Bubu (Mihai Andrei Cernea) și Sabrina (Sabrina Manoliu), împreună cu Horia Brenciu și, ulterior, Jojo (Cătălina Grama, care s-a lansat ca prezentatoare de televiziune și actriță în cadrul acestui program) -, prezentau diverse rubrici, dansau, cântau, interpretau scenete în direct și lansau concursuri interactive cu premii, intrând în legătură cu telespectatorii din toată țara.
În perioada 1998-2003, activează ca Expert al Uniunii Europene de Broadcasting (EBU), realizează și coordonează schimbul internațional de programe pentru copii (the EBU International Exchange of TV Programs for Children and Youth), implementează știrile pentru copii (News for Children’s Program Exchange[nefuncțională]
 - as part of the YNE) și propune înființarea primului concurs european de muzica pentru copii, denumit ulterior Eurovisionul Copiilor (the JUNIOR EUROVISION Song Contest - JESC) pentru care elaborează, plecând de la exemplul oferit de Festivalul MGP Nordic, alături de alți experți EBU, regulamentul și formatul inițial al concursului. Ca reprezentant al TVR în cadrul EBU, derulează (1999-2003) o serie de proiecte media împreună cu alți specialiști de emisiuni de televiziune pentru copii și tineret, reprezentanți ai BBC (Anna Home, Adrian Mills), Channel 4, ARD, ZDF, SVT, RTF, DR, NTS, NRK, NOS, RTE, Nickelodeon Europe, ACTF (the Australian Children Television Foundation - Patricia May Edgar), ECTC (the European Children’s Television Centre - Athina Rikaki, former President of CIFEJ[nefuncțională – arhivă]
), CBFA (the Children and Broadcasting Foundation for Africa), Marion Creely (Media Consultant and Training)
În iunie 2003, ca urmare a schimbării politicii editoriale a postului public de televiziune, demisionează din TVR.
În perioada 2007-2011 realizează, pentru B1 TV, magazinul „710” (2007-2010) - primul matinal interactiv care a difuzat știri și informații primite de la telespectatori prin intermediul new media și a intrat în legătură directă, prin skype și alte mijloace neconvenționale, cu invitații aflați la distanță, emisiunea de analiza politică și informare „Evenimentele Zilei” (2009-2011) -, transmisă în direct, de luni până vineri, între orele 14-18, din redacția (ex)ziarului "Evenimentele Zilei" și dezbaterea social-politică susținută de jurnaliștii Mircea Marian și Ioana Lupea - „Interviurile 2+1”(2010-2011)..
A scris scenariile și dialogurile tuturor spectacolelor, emisiunilor de televiziune, filmelor de ficțiune și documentarelor pe care le-a creat și realizat, și peste 60 de versuri pentru videoclipurile muzicale produse; a lansat și conceput o serie de formate originale de emisiuni de televiziune, spectacole pentru copii, spectacole de divertisment și magazine. 
Între 1999-2003, organizează și moderează workshop-uri internaționale de know-how destinate studenților și profesioniștilor media, participă la întâlnirile internaționale ale experților media - 1st European Meeting for Audiovisual Creation for Children and Young People (2001), moderează schimbul de programe pentru copii derulat între țările estice Eastern Europe's TV Programs Exchange la cel de-al treilea congres de Media - the Third World Television Summit on Media for Children (Thessaloniki, Greece), și este membru al unor jurii internaționale la Festivaluri de Film și Televiziune pentru tineret și copii (2001, International Film Festival Golden Butterfly, Esfahan, Iran; 2000- The International Film Festival Prix Danube, Slovakia)

## Emisiuni de televiziune
- 1990-1992 - Întreabă-mă! (Ask Me!') – first Romanian learning show, magazin pentru copii, prezentat de Oana Ionescu (Firica). Special Award, Japan PRIZE International Contest for Educational Media, 1992
- 1990-2003 - Tip Top Minitop – 60 min., concurs de muzică pentru copii cu vârste cuprinse între 3 și 7 ani. Frecvență lunară. Difuzori: TVR1 (1990-1999, TVR2 (1999-2003). Moderatori (1990-2003): Cristian Popescu (1990), Ștefan Bănică Jr., Ioan Luchian Mihalea (1991-1993), Florin Busuioc (1994-1996), Magda Catone, Adrian Enache(1996-1997), Horia Brenciu (1997-1999), Cătălina Grama (Jojo)
- 1991-1992 - Aventuri în Țara LEGO – edutainment, film documentar pentru copii, 12 ep.x 30 min, TVR1; în coproducție cu LEGO Group, Billund, Denmarca. Moderator Oana Ionescu (Firica)
- 1991- Carnavalul Copiilor – 60 min., spectacol de revelion pentru copii, difuzat pe TVR 1
- 1992- Gemeni - 55 min., spectacol de divertisment difuzat pe TVR 2.
- 1992-  Camera ascunsă - 45 min., spectacol de divertisment difuzat pe TVR 2.
- 1993-1994 - Dodo Ring - 60 min. concurs de dans, prezentat de Dana Bartzer, frecvență lunară, TVR 1
- 1993-1994 - Ping-Pong - 60 min. spectacol cu papusi pentru copii, difuzat pe TVR 1
- 1994-1996 - Ping-Pong în familie [16] - 60 min. primul concurs între familii din România, spectacol de divertisment, frecventa lunara, TVR1. Moderatori: Florin Busuioc, Adrian Pleșca, Oana Ionescu (Firică)
- 1994 - Academia Tip Top Minitop –  80 min. ediție specială, difuzată de TVR 1
- 1995 - Carnaval de Anul Nou – 50 min. spectacol de divertisment pentru copii, difuzat pe 31.12.1995 de TVR 1
- 1995 - 2000 - Gala Laureaților Tip Top Minitop – 80 min. editie anuala specială, difuzată pe TVR 1
- 1996 - Fabrica de muzică (The Music Factory) – 50 min. spectacol de divertisment, difuzat de TVR 1 |remake cu denumirea Fizzy Dizzy Head, pentru Festivalul Prix Italia

- 1997 - Bridges - 13 ep. x 26 min. Serie de filme de ficțiune pentru copii, în coproducție cu ECTC (European Children's Television Centre)

- 1997 - Orașul lui Moș Crăciun - spectacol de Crăciun pentru copii, difuzat de TVR 1. Moderatori: Horia Brenciu, Cătălina Grama

- 1998 - 2003 - KIKI RIKI MIKI – 120 min. magazin pentru copii, transmis în direct  duminica, pe TVR 1, între orele 9-11. Frecvență săptămânală. Prima difuzare: 04.10.1998. Reluat pe TVR Internațional, între orele 11-13.

- 1999 - 2002 - Știrile XXL – 15 min. Program de știri pentru tineret, transmis în direct de TVR 2

- 1998 - 2000 - Aventuri în limba română – 30 min. learning show pentru copiii români din diaspora, prezentat de caracterul digital animat “Splash” (o pată de cerneală). Emisiune difuzată săptămânal pe TVR Internațional.

- 1998 - 2000 - Bzzz – 60 min. magazin de weekend pentru tineret, transmis sâmbăta, de TVR 2, între orele 10-12. Prezentatori: Jojo, Mihai Lungu, Cuti.

- 13.12.1998 - KIKI RIKI MIKI - Duminica de Zahăr[17] – 60 min., TVR1, ediție specială[18]; spectacol selectat de UNICEF România pentru competiția anuală International Children’s Day of Broadcasting (ICDB);  organizată de UNICEF New York.

- 31.12.1998 - KIKI RIKI MIKI în Țara Minunilor – 60 min. ediție specială de revelion, parodie muzicală, difuzată de TVR 1, 31.12.1998. Cu Horia Brenciu (Gogu din Jungla), Bubu (Mihai Cernea jr.), Dodo (Diana Caliniuc Ionescu, în rolul Cruella), Sabrina (Sabrina Manoliu, în rolul Mica Sirena), și trupele de copii create pentru acest spectacol (clone ale trupelor de muzică consacrate): Mini Sfinx Experience, Mini Romania, Mini Abba, Mini Spice Girls, Mini Genius și Mini Parlament.

- 24.12.1998 - KIKI RIKI MIKI - Așteptându-l pe Moș Crăciun – 60 min. ediție specială de Crăciun, difuzată de TVR 1[19].

- 1999 - KIKI RIKI MIKI în Țara Iepurașului – 120 min. ediție specială, spectacol de divertisment pentru copii transmis în direct pe TVR 1.

- 24.12.1999 - KIKI RIKI MIKI în Orașul lui Moș Crăciun – 60 min. ediție specială de Crăciun, difuzată de TVR 1.[20]
- 31.12.1999 - KIKI RIKI MIKI în spațiu – 60 min. ediție specială de revelion, parodie muzicală, difuzată de TVR 1

- 2001 - 2002 - Grădinița de duminică – 60 min. edutainment pentru preșcolari, frecvență lunară, difuzat de TVR 1.

- 2001 - Spune DA copiilor – 60 min. transmisie directă, 31.05.2001, TVR 1. Spectacol produs pentru Global Movement for Children Say Yes for Children

- 2002 - 2003 - Aventuri cu Lilipufi – 60 min. magazin cu păpuși, transmis în direct duminica, TVR 1.

- 31.12.2002 - Revelionul Lilipufilor – 60 min. ediție specială de revelion, divertisment pentru copii; TVR 1

- 2007 - 2010 - Matinal 710 – 180 min. infotainment, magazin de știri și evenimente culturale, prezentat de Alexandru Conovaru; transmis în direct pe B1TV, luni-vineri, între orele 7-10.

*Diploma de excelență acordată de Muzeul Cotroceni (2007), pentru realizarea emisiunii.
- 2010 - 2011 - Interviurile 2+1 – 30 min. dezbatere social-politica cu Mircea Marian și Ioana Lupea; în direct pe B1TV, 7-7.30 PM (Format propus de Mircea Marian și Ioana Lupea)

- 2009 - 2011 - Evenimentele Zilei – 240 min. talk-show social-politic, transmis în direct de B1TV, luni-vineri,orele 2-6 PM. Cu Mircea Marian, Ioana Lupea, Silviu Sergiu și Horia Ghibutiu. Moderator Alina Stancu. (realizat în colaborare cu jurnaliștii ziarului „Evenimentul Zilei")

## Filmografie
- 1991 - Ultimul mesaj (The Last Message) - 30 min., SF, difuzat de TVR1 | Special Award, The PRIX JEUNESSE International Children’s Television Festival, Munich, Germany

- 1992 - Corbul și Vulpea – 25 min. film muzical, parodie, adaptare după fabula lui La Fontaine; difuzat de TVR 1. Cu Dana Bartzer (Vulpea), Dan Creimerman (Corbul)

- 1992 - Scufița Roșie - 3 ep.x 25 min., film muzical cu Petrică Lupu, difuzat de TVR1
- 1992 - Omul Negru - 50 min., film muzical difuzat de TVR 1, cu Ștefan Bănică jr.
- 1992 - Cine l-a răpit pe Moș Crăciun?'' – 50 min. parodie, film muzical, difuzat de TVR 1. Cu Ioan Gyuri Pascu, Ștefan Banica Jr., Magda Catone
- 1992 - Brutus - 25 min. comedie, ficțiune, difuzat de TVR 1. Cu Florin Busuioc, Marina Procopie, Ștefan Mareș.

- 1993 - Mama și tata se căsătoresc – 30 min. fictiune, comedie, difuzat de TVR1, cu Marina Procopie, Florin Busuioc, Ștefan Mareș.

Premiul Best Television Short Film for Children Award, acordat de International Foundation for Promotion of Cinema and TV for Children and Youth, Rolan Bykov.
- 1994 - Alb Negru (Black and White) - 24 min. Short fiction film, comedy, broadcast on TVR1

- 1995 - Ajunul Crăciunului (Christmas Eve) - 30 min. fictiune, difuzat de TVR 1

*Diploma of Recognition of Excellence in Children’s Media, acordată de Chicago International Film Festival, 1996  
*Best Child Actor Prize, acordat de Golden Chest International Television Festival, 1996 
- 1995 - Album de familie – parodie, serial, 4 ep. x 5 min., difuzat de TVR 1. Cu Magda Catone, Ștefan Mareș and Dodo (Diana Caliniuc Ionescu). Serie selectată pentru ECTC International Children’s TV Programs Exchange „Bridges"

- 1995 - Zona interzisă (Forbidden Zone) – 24 min. film documentar despre copiii orfani bolnavi de sida din România, Chicago Film Festival[2], ep.1: În spatele gratiilor (La Vie en Rose)

- 1996 - Zona interzisă (Forbidden Zone) – 24 min. | episodul 2: Marionetele

- 1997 - Zona interzisă (Forbidden Zone) – 24 min. | episodul 3: Rochița de înger

- 2001 - Din toată inima – 50 min. film documentar, co-productie TVR-ZDF, pentru Global Movement for Children Say Yes for Children, difuzat de TVR 1

*Diploma of Recognition of Excellence in Children’s Television Content, acordată de UNICEF
- 2002 - Călătoriile lui ICS – Travel & culture documentary pentru tineret, 13 ep. x  24 min.; difuzat de TVR 2

*Best Children’s Documentary - premiu acordat de Golden Chest International Television Festival Plovdiv, Bulgaria, 2002. 
- 2003 - Egipt, comoara lumii (Egypt, the World’s Treasure) - Travel & culture documentary, 7 ep. x 13 min., difuzat de TVR 2.

- 2007 - Cunoaște-i pe romi înainte să-i judeci (Know the Roma Before Judging) - film documentar, 5 ep. x 25 min. | History | Traditions | Rights | Education | Work |. difuzat de B1TV, realizat în cadrul campaniei „Cunoaște-i pe romi înainte să-i judeci", derulată sub patronajul Secretariatului General Guvernului României .

## Videoclipuri muzicale
- 1990 - Te iubesc ca un bleg (I love you like a sissy) | Ștefan Bănică jr
- 1991 - Mă voi întoarce (I will return) | Mihai Pocorschi
- 1991 - Să iubești cu suflet de copil (A Child Love) | Elena Cârstea
- 1991 - Pirații! (The Terrible Pirates) | Dana Bartzer, Dan Creimerman
- 1992 - Mistrețul galben (The Yellow Wild Boar) | Timpuri Noi
- 1992 - Cântec de leagăn (Lullaby) | Mircea Vintilă
- 1992 - Colind de An Nou | Madalina Manole
- 1992 - Cristina | Ștefan Bănică Jr.
- 1992 - Omul negru (The Man in Black) | Ștefan Bănică Jr.
- 1992 - Jamaica Feeling | Ioan Gyuri Pascu
- 1993 - Tip Top Minitop | grupul Allegretto, muzica: Dan Creimerman, versuri Oana Ionescu
- 1993 - Africa, ce vis fierbinte (Africa, what a hot dream!) | Ioan Gyuri Pascu
- 1995 - Hăulita de la Gorj (Country Shouts) | Vlad Fugaru, muzica Cornel Fugaru | *The Special Jury Prize, acordat de Golden Antenna International Festival, Albena, Bulgaria.
- 1995 - Nuntă la ZOO (Wedding at the ZOO) | Vlad Fugaru, muzica Cornel Fugaru
- 1995 - Catrina | Silvia Dumitrescu

- 1995 - Cațele (The Gossip Girls) | Carla & Dodo
- 1996 - Lumea s-a întors pe dos (The World Has Turned Upside-Down) | Simona Nae
- 1996 - Mielul(The Lamb) | Dodo & Alexandra
- 1996 - Unde ești voi fi și eu | Mădălina Manole
- 1996 - Lămâița (The Lemon Tree) | Timpuri Noi
- 1996 - Vino! (Come over!) | Silvia Dumitrescu & Berti Barbera

- 1996 - Nu vrem scandal! (We Don't Want Fights!) | Laurențiu Duță

- 1996 - Voi fi o stea! (I'll be a Star!) | Alina Sorescu

- 1996 - Vremuri | Andreea Bălan & Asemeni Vouă

- 1996 - Poveste din Vest (West side Story) | Andreea Bălan & Asemeni Vouă

- 1996 - U-we | Ioan Gyuri Pascu

- 1996 - Omu bun’ și pomu’ copt (The Good Man and The Ripe Apple) | Mircea Rusu band

- 1997 - Îngerii albi (White Angels)

- 1998 - Doar la KIKI RIKI MIKI | trupa KIKI RIKI MIKI - muzica Mihai Cernea, versuri Oana Ionescu
- 1998 - KIKI RIKI MIKI în noaptea de Crăciun (KIKI RIKI MIKI’s first Christmas) | trupa KIKI RIKI MIKI

- 1998 - Gogu din Jungla (Gogu from Jungle) | KIKI RIKI MIKI band feat Horia Brenciu (în rolul Gogu din Junglă)
- 1998 – Câinii latră la lună (Dogs Barking at the Moon) | Horia Brenciu (în rolul Gogu din Junglă)) – versuri Oana Ionescu

- 1998 - Gogu e amicul meu (Gogu is my best friend) | Diana (Jane of the Jungle) - versuri Oana Ionescu, remix Crina Mardare
- 1998 - Moda C de canin (C-Fashion) | Dodo (în rolul Cruella) -  versuri Oana Ionescu, remix Crina Mardare
- 1998 - E-o E-a | trupa Mini Sfinx Experience vs. Sfinx Experience
- 1998 - Mestec gumă! (Chewing gum) | Horia Brenciu (în rolul Detectivului) - versuri Oana Ionescu, remix Crina Mardare
- 1998 - Programe TV (TV Shows) (The power of the remote control) | Mini Spice -  versuri Oana Ionescu, remix Viorel Andrinoiu
- 1998 - Tura-vura | trupa Mini Parlament (muzică și text: Sorin Vasile)
- 1998 - Groapa e pe strada mea (The pit on my street) | trupa Mini Genius feat Horia Brenciu (în rolul Tata) - remix Genius, versuri Oana Ionescu
- 1998 - E Gogu iarã! (Here is Gogu once again!) | KIKI RIKI MIKI band feat Horia Brenciu - versuri Oana Ionescu, remix Crina Mardare
- 1998 - La școală (Hard Time at School) | Sabrina (în rolul Mica Sirenă)  -  versuri Oana Ionescu, remix Crina Mardare

- 1998 - După-amiaza (In the Afternoon) | trupa KIKI RIKI MIKI - versuri Oana Ionescu, muzica Crina Mardare
- 1998 – La anul (See You Next Year) | the KIKI RIKI MIKI band – remix Viorel Andrinoiu, versuri Oana Ionescu

- 1999 - Numai tu (Only you!) | Mini Abba - versuri Oana Ionescu, remix Crina Mardare
- 1999 - Este ziua mea (It’s My Birthday) | trupa KIKI RIKI MIKI  -  muzica Crina Mardare, versuri Oana Ionescu

- 1999 - Două inimi (Two Hearts) | trupa KIKI RIKI MIKI - muzica Crina Mardare, versuri Oana Ionescu
- 1999 - Micul Iepuraș (The Little Bunny) | trupa KIKI RIKI MIKI - muzica Crina Mardare, versuri Oana Ionescu

- 1999 - La fermă (Farmer Girl) | KIKI RIKI MIKI band feat Jojo - remix Viorel Andrinoiu, versuri Oana Ionescu

- 1999 - Vopsea de ouă (Egg paint) | trupa Mini Spice - remix Viorel Andrinoiu, versuri Oana Ionescu

- 1999 - Povestea unui pui (The Story of a Chicken) | trupa Mini Abba - versuri Oana Ionescu

- 1999 - Școala și notele (School grades) | trupa Mini Valahia

- 1999 - Fetele fac nazuri (Grumpy Girls) | trupa Mini Spice

- 1999 - Ai plecat (You left) | trupa 3 Nord Vest - versuri Oana Ionescu

- 1999 - Sunt în vacanță (Holiday) | trupa Mini Genius
- 1999 - Fost-am dus de-acasă (Away from Home) | trupa Ro-mânia Junior

- 1999 - Spre Vest (Going West) | Cuti Marinescu – remix, versuri Oana Ionescu
- 1999 - Vin extratereștii (Aliens are Coming) | trupa KIKI RIKI MIKI - versuri Oana Ionescu
- 1999 - Planeta Gunoaielor (The Garbage Planet) – Cristian Mitescu (Monstrul de Gunoaie - Câh) - remix, versuri Oana Ionescu
- 1999 - Roz | Jojo - muzica Crina Mardare, versuri Oana Ionescu

- 1999 - Cum aș putea (How could I) | trupa mini-Body & Soul
- 1999 - Un prieten bun | A Good Friend  - Cristina - versuri Oana Ionescu)

- 1999 - Omul din Lună (The Man from the Moon) | Horia Brenciu - muzica Crina Mardare, versuri Oana Ionescu

- 1999 - Planeta mea (My Planet Earth) | Horia Brenciu - versuri Oana Ionescu

- 1999 - KIKI RIKI MIKI feat Santa | trupa KIKI RIKI MIKI - versuri Oana Ionescu

- 2000 - De sărbători (Celebration) | trupa KIKI RIKI MIKI - versuri Oana Ionescu

- 2001 - Vrăjitoarea Clonțica (The Evil Witch, Clontica) | Cristian Mitescu feat Gianina Corondan - versuri Oana Ionescu

- 2001 - Cântecul Lilipufilor (We are the Lilipufs and that’s so Fun!) | trupa Lilipufilor - voci: Violeta Mitescu, Oana Popa, Cristian Mitescu, muzica Viorel Andrinoiu, versuri Oana Ionescu

- 2001 - Cinci șoricei (Five little mice) |  trupa Lilipufilor - voci: Violeta Mitescu, Oana Popa, Cristian Mitescu, remix Viorel Andrinoiu, versuri Oana Ionescu

- 2002 - Culorile (Colors) |  trupa Lilipufilor - remix Viorel Andrinoiu, versuri Oana Ionescu
- 2002 - Roșu (Red) | trupa Lilipufilor - remix Viorel Andrinoiu, versuri Oana Ionescu
- 2002 - Galben (Yellow) | trupa Lilipufilor - remix Viorel Andrinoiu, versuri Oana Ionescu
- 2002 - Alb (White) | trupa Lilipufilor - remix Viorel Andrinoiu, versuri Oana Ionescu
- 2002 - Negru (Black) | trupa Lilipufilor - remix Viorel Andrinoiu, versuri Oana Ionescu
- 2002 - Albastru (Blue) | trupa Lilipufilor - remix Viorel Andrinoiu, versuri Oana Ionescu
- 2002 - Verde (Green) | trupa Lilipufilor - remix Viorel Andrinoiu, versuri Oana Ionescu
- 2002 - Zbor printre stele (Flying through the stars) (4:00) | Gianina Corondan – versuri Oana Ionescu, remix Viorel Andrinoiu
- 2002 - Tu și eu (You and me) (3:41) | Gianina Corondan - versuri Oana Ionescu, remix Viorel Andrinoiu
- 2002 - Fructe și sirop (Fruits and syrup) |  trupa Lilipufilor feat Giant Puf  - voci: Viorel Adrinoiu, Oana Popa, Violeta Mitescu, remix V. Andrinoiu, versuri Oana Ionescu

- 2002 - Scufița Roșie și Lupul cel rău (the Red Riding Hood and the Bad, Bad Wolf) | Ruxandra Gheorghe (Scufița Roșie) si Viorel Andrinoiu (Lupul cel rău) - versuri Oana Ionescu, remix Viorel Andrinoiu
- 2002 - Fum (Smoke) | Ruxandra Gheorghe (Scufița Roșie) - versuri Oana Ionescu, remix Viorel Andrinoiu
- 2002 – Scufița rătăcită (I’m lost) | trupa Lilipufilor feat Scufița Roșie (Ruxandra Gheorghe) - versuri Oana Ionescu, remix Viorel Andrinoiu
- 2002 - Te urmăresc (I am watching you) | trupa Lilipufilor feat Lupul cel rău (Viorel Andrinoiu)  - versuri Oana Ionescu, remix Viorel Andrinoiu
- 2002 - Hei! (Hey!) | trupa Lilipufilor - versuri Oana Ionescu, remix Viorel Andrinoiu
- 2002 - Făt Frumos (The Handsome Guy) (3:16) | The Lilipufs’ band - lyrics Oana Ionescu, remix Viorel Andrinoiu
- 2002 - Acadele (Candies) (3:36) | The Lilipufs’ band feat the Candy Princess (Printesa acadelelor) and the Handsome Guy (Fat Frumos) - lyrics Oana Ionescu, remix Viorel Andrinoiu
- 2002 - Toată lumea (Everybody) (3:19) | trupa Lilipufilor feat Bubu (Bubu Cernea) - versuri Oana Ionescu, remix Viorel Andrinoiu
- 2002 - E sărbătoare (Celebration) | trupa Lilipufilor - versuri Oana Ionescu, remix Viorel Andrinoiu
- 2002 - Redactorii (The editors) | trupa Lilipufilor - versuri Oana Ionescu, remix Viorel Andrinoiu

## Premii
- 2007 - Diploma of Excellence for Television Programs, acordată de Muzeul Cotroceni, pentru emisiunea Matinal 710
- 2004 - The Best Multimedia Creation Award, acordat de SIMFEST, pentru publicația interactivă multimedia Uniunea Europeană pe înțelesul tuturor (The ABC of the European Union)
- 2003 - Diploma pentru cele mai bune emisiuni pentru copii, acordată de Consiliul Național al Audiovizualului (CNA)
- 2002 - Best Children’s Documentary Award, acordat documentarului ICS’s Journeys/(Calatoriile lui ICS), de Golden Chest International Television Festival, Plovdiv, Bulgaria
- 2001 - Diploma of Recognition of Excellence in Children’s Television Content, acordat de UNICEF, pentru documentarul Din toata inima (From the Bottom of My Heart) și spectacolul  Spune Da Copiilor - produs pentru Global Movement for Children[2] - Say Yes for Children
- 1996 - Best Child Actor Prize, acordata de Golden Chest International Television Festival, pentru filmul Ajunul Crăciunului (Christmas’ Eve)
- 1996 - Diploma of Recognition of Excellence in Children’s Media, acordată de The Chicago International Film Festival, pentru filmul Christmas’ Eve (Ajunul Crăciunului) și pentru documentarul Zona interzisă (Forbidden Zone)
- 1995 - The Special Jury Prize, pentru videoclipul muzical Hăulita de la Gorj (Country Shouts),acordat de Golden Antenna 6th Festival for Musical and Entertainment Programmes, Albena, Bulgaria[21]
- 1994 – Best Television Short Film for Children Award, acordat de Armenian Foundation for Promotion of Cinema and TV for Children and Youth, Rolan Bykov, pentru filmul Mama și tata se căsătoresc (Mom and Dad Are Getting Married)
- 1992 - Best Educational Children’s TV Show Special Award, acordat de Japan PRIZE International Contest for Educational Media, pentru magazinul Întreabă-mă (Ask Me Why!)
- 1985 - Best Costumes and Stage Design Award, acordat de CIFEJ, The International Film Festival Prix Danube, pentru decorurile filmului muzical One Step on the Moon, Two Steps on Earth (Un pas pe Lună, doi pași pe Pământ)